# About Last Night... (álbum)
About Last Night... (en español: Sobre anoche...) es el segundo álbum de estudio de la cantante y compositora suecobritanica Mabel. Fue lanzado el 15 de julio de 2022 a través de Polydor Records. Sirve como una continuación del álbum debut de Mabel, High Expectations (2019). La producción del álbum tuvo lugar durante la pandemia de COVID-19, y la cantante se inspiró para explorar nuevos sonidos después de ver programas de televisión como Pose y RuPaul's Drag Race, mientras escuchaba discos de baile de Madonna, Whitney Houston y Cece Peniston.
Un álbum conceptual que sigue «el progreso de una fiesta, desde la llegada a través de la tensión romántica hasta la ruptura y la redención final», About Last Night... mezcla synth pop, disco, house y R&B con temas de amor, empoderamiento y confianza. Fue apoyado por el lanzamiento de los sencillos «Let Them Know», «Good Luck» junto con Jax Jones & Galantis y «Overthinking» junto con 24kGoldn, al igual que de los sencillos promocionales «Let Love Go» con Lil Tecca y «Crying on the Dance Floor».
Tras su lanzamiento, recibió críticas generalmente positivas de los críticos musicales. Muchos elogiaron la producción general y la nueva dirección de Mabel, mientras que otros criticaron más el contenido de las letras. A pesar del éxito moderado de sus sencillos, el álbum debutó en el puesto número dos en el Reino Unido, convirtiéndose en su álbum con la mayor posición en el país hasta la fecha.

## Antecedentes
En agosto de 2019, Mabel lanzó su álbum de estudio debut High Expectations. El álbum recibió críticas generalmente positivas de los críticos musicales, muchos de los cuales felicitaron su producción y la voz del cantante. El álbum también fue un éxito comercial, debutando en el puesto número tres en el Reino Unido y en el puesto número cinco en Irlanda. Además, recibió la certificación de platino en el Reino Unido por haber vendido 300 000 unidades. Durante el 2019 y el 2020, Mabel lanzó varios sencillos que fueron incluidos en una reedición del álbum en servicios digitales y de streaming. Estos sencillos incluyen «God Is a Dancer», una colaboración con Tiësto; «Boyfriend»; «West Ten», una colaboración con AJ Tracey; y «Tick Tock», una colaboración con Clean Bandit que incluye la participación de 24kGoldn.
En febrero de 2021, Mabel publicó un fragmento de una canción y capturas de pantalla de mensajes de fanáticos sobre su segundo álbum de estudio en Instagram. En la descripción de la publicación, Mabel mencionó que «no puedo esperar a que lo escuchen todo». En junio de 2021, Mabel publicó en sus redes sociales un video que contenía una serie de tomas de ella grabando, interpretando y filmando dos videos musicales, que al final terminaron siendo los de los primeros dos sencillos del álbum, «Let Them Know» y «Good Luck». El título del álbum fue insinuado al final del video musical de «Let Them Know» y al inicio del videoclip de «Good Luck».

## Música y letra
About Last Night... es un álbum de dance pop, disco y R&B que contiene elementos de house. El álbum cuenta «una historia de los altibajos de una gran noche en la pista de baile». Algunas canciones tienen letras que tratan sobre drama con una expareja, mientras que otras canciones tienen letras de empoderamiento.

### Canciones
About Last Night... abre con la pista del título, que transiciona a la siguiente pista, «Animal». «Animal» es una pista inspirada en ABBA y «orientada a la confianza» con letras «sobre ser como un animal». La siguiente pista y el sencillo principal, «Let Them Know», es una canción de dance pop, synth pop y disco al estilo de la década de 1980 con matices de dancehall. Mabel escribió la canción como una reflexión sobre los temas generacionales de expresión, liberación e inclusión de la música de baile. «Shy» es otra pista «orientada a la confianza», con letras «sobre no ser timido». «Definition» es descrita como una pista pulsante y un «[amalgama palpitante] de jubilosos hooks y latidos que hacen temblar los huesos». La siguiente pista y el segundo sencillo, «Good Luck», es una canción de dance pop descrita por tener una «radiante melodía de piano, [una] línea de bajo profunda y [unas] florituras de sintetizador de cuerdas de disco».  La pista que le sigue, «Take Your Name», es descrita como un interludio melancólico y «agridulce» que «brinda un momento de vulnerabilidad que permite que la voz de Mabel se eleve mientras reflexiona sobre una ruptura».
«Let Love Go» es descrita como «un corte ingenioso de la música disco de los 80». Líricamente, trata sobre «dejar ir el amor cuando no es bueno para nosotros». La siguiente pista y el tercer sencillo, «Overthinking», contiene letras que tratan sobre «salidas nocturnas salvajes, pero la ansiedad y la vulnerabilidad que pueden surgir con eso». «Crying on the Dancefloor» es comparado a «los aspectos más destacados del synth pop de Carly Rae Jepsen en Emotion». La pista contiene letras que promueven la «celebración de la amistad femenina». «I Love Your Girl» contiene letras donde «Mabel [está] añorando a la nueva novia de un ex novio en lugar de a él». «When the Party's Over» describe el momento en el que «la fiesta llega a su fin, ya es de mañana y surge la pregunta de '¿y ahora qué?'». La edición estándar del álbum termina con «LOL», una pista con «toques de house tropical» descrita como «una deliciosa bofetada en la cara para un ex que está tratando de volver a tu vida».

## Lanzamiento y promoción
Mabel anunció oficialmente el álbum el 27 de mayo de 2022. En noviembre de 2021, compartió en sus redes sociales fragmentos de tres canciones, que terminaron siendo «Overthinking», «Crying on the Dancefloor» y «Let Love Go». En enero de 2022, Mabel compartió un fragmento de «Definition» en TikTok. En junio de 2022, anunció seis presentaciones en vivo «íntimas» en el Reino Unido para celebrar el lanzamiento del álbum. Las presentaciones en vivo ocurrirán entre el 22 y el 29 de julio.

### Sencillos
«Let Them Know» fue lanzado como el sencillo principal de About Last Night... el 18 de junio de 2021. Alcanzó el puesto número 19 en el Reino Unido y en Irlanda. Además, obtuvo la certificación de platino en el Reino Unido por haber vendido 200 000 unidades. El videoclip fue lanzado el mismo día que la canción y fue dirigido por Isaac Rentz. «Good Luck», una colaboración con Jax Jones y Galantis, fue lanzado como el segundo sencillo el 18 de marzo de 2022. Alcanzó el puesto número 45 en el Reino Unido y el puesto número 50 en Irlanda. El videoclip fue lanzado el mismo día que la canción y, al igual que el videoclip de «Let Them Know», fue dirigido por Rentz. «Overthinking», una colaboración con 24kGoldn, fue lanzado como el tercer sencillo el 20 de mayo de 2022, al igual que su respectivo videoclip.

#### Sencillos promocionales
«Let Love Go» con Lil Tecca fue lanzado como el primer sencillo promocional del álbum el 29 de junio de 2022, mientras que «Crying on the Dance Floor» fue lanzado como el segundo el 12 de julio de 2022.

### Otras canciones
El 15 de julio de 2022, «LOL» fue incluida en listas de reproducciones en servicios de streaming para promocionar el lanzamiento del álbum. Un videoclip dirigido por Charlie Sarsfield fue lanzado el 18 de julio.

### Album Experience
El 28 de julio de 2022, Mabel subió en su canal de YouTube una «experiencia visual» del álbum en colaboración con Amazon Music. El video muestra a Mabel «moviéndose a través de diferentes salas y experiencias con cada nueva pista» e interpretando tres canciones: «Let Love Go», «Overthinking» y «Crying on the Dance Floor». El video fue grabado en el hotel The Waldorf Hilton en Londres y fue dirigido por Charlie Sarsfield.

## Recepción crítica
About Last Night... recibió críticas generalmente positivas de los críticos musicales. En Metacritic, que asigna una calificación normalizada de 100 a las reseñas de las principales publicaciones, el álbum recibió una puntuación promedio de 72, según 5 reseñas. Por el momento, es su álbum más calificado en el sitio.
Elly Watson de DIY le dio al álbum una calificación de 4 de 5 estrellas y escribió que el álbum «celebra audazmente la cultura del ballroom y del baile» y que «cada canción se siente como si estuvieras deambulando por una habitación diferente en un club nocturno». También escribió que el álbum «nos lleva a través de los altibajos de la mejor noche de tu vida, y Mabel es la guía de fiestas perfecta».
Hannah Mylrea de NME le dio al álbum una calificación de 4 de 5 estrellas y mencionó que el álbum «te deja con los oídos pitando, hooks atascados en la cabeza y una buena dosis de catarsis de pista de baile que te hará sentir más ligero – como la chaqueta que olvidaste recoger del guardarropa».
Escribiendo para Clash, Tom Kingsley escribió que «no importa cuán geniales sean las canciones, y algunas de ellas son genuinamente geniales, [Mabel] nunca parece estar capacitada para darles su merecido emocional».
En una reseña mixta para The Line of Best Fit, Dave Russell descubrió que el álbum no «agrega mucho valor más allá de lo que escuchamos» en «Let Them Know». Aunque encuentra que Mabel es una cantante talentosa, el álbum está «casi completamente desprovisto de carisma, singularidad o nervio» y «sofocado bajo el peso de producción genérica y complaciente con la radio y el cosplay de género derivado» con «letras que son vagas hasta el punto del sinsentido».
Escribiendo para The Daily Telegraph, Arwa Haider menciona que «es un placer escuchar a Mabel en una forma vocal tan poderosamente expresiva aquí; parece que se está divirtiendo mucho, y ese espíritu es contagioso».

## Lista de canciones
Créditos adaptados de Tidal.
| About Last Night... – Edición estándar |                                              | |                                                                 |          |  |
| N.º                                    | Título                                       | Escritor(es)                                                                                         | Productor(es)                                                   | Duración |  |
| 1.                                     | «About Last Night… (Intro)»                  | Mabel Mcvey Jordan Riley Nayla Nyassa Rachel Keen Tre Jean-Marie Uzoechi Emenike                     | MNEK Sillkey                                                    | 0:34     |  |
| 2.                                     | «Animal»                                     | Mcvey Anton Göransson Keen Riley                                                                     | Jordan Riley Raye [ a ] Anton Göransson [ b ]                   | 3:01     |  |
| 3.                                     | «Let Them Know»                              | Mcvey Emenike Keen Samuel George Lewis                                                               | SG Lewis Raye [ a ]                                             | 2:28     |  |
| 4.                                     | «Shy»                                        | Mcvey Emenike Göransson Jean-Marie Thomas Brown                                                      | Jean-Marie MNEK Göransson [ a ] TBHits [ a ]                    | 3:17     |  |
| 5.                                     | «Definition»                                 | Mcvey Brown Emenike Göransson Jean-Marie                                                             | Jean-Marie MNEK Göransson [ a ] TBHits [ a ]                    | 3:12     |  |
| 6.                                     | «Good Luck» (junto con Jax Jones y Galantis) | Mcvey Camille Purcell Christian Karlsson Emenike Jean-Marie Jordi de Fluiter Timucin Lam Tomi Adenlé | Bloodshy Jax Jones Mr. Whistler Tazer Kamille [ c ]             | 3:55     |  |
| 7.                                     | «Take Your Name»                             | Mcvey Keen Riley                                                                                     | Riley                                                           | 1:17     |  |
| 8.                                     | «Let Love Go» (con Lil Tecca)                | Mcvey Emenike Göransson Jean-Marie Keen Lewis Riley Tyler-Justin Sharpe Tyshane Thompson             | SG Lewis Göransson [ b ] Mark Ralph [ b ] Neave Applebaum [ b ] | 2:53     |  |
| 9.                                     | «Overthinking» (junto con 24kGoldn)          | Mcvey Golden Von Jones Jocelyn Donald Mikkel S. Eriksen Tor Erik Hermansen                           | Stargate                                                        | 2:54     |  |
| 10.                                    | «Crying on the Dance Floor»                  | Mcvey Eriksen Gregory Hein Hermansen                                                                 | Stargate                                                        | 3:23     |  |
| 11.                                    | «I Love Your Girl»                           | Mcvey Emily Warren Hein Ilya Salmanzadeh Oscar Görres Rami Yacoub                                    | Ilya OzGo Rami [ c ]                                            | 3:09     |  |
| 12.                                    | «When the Party’s Over»                      | Mcvey Emenike Jean-Marie Keen Riley                                                                  | Jean-Marie MNEK Riley                                           | 2:55     |  |
| 13.                                    | «LOL»                                        | Mcvey Keen Steve Mac                                                                                 | Steve Mac Raye [ c ]                                            | 3:32     |  |
| 36:30                                  |                                              | |                                                                 |          |  |

| About Last Night... – Edición digital |                                       | |                                                                     |          |  |
| N.º                                   | Título                                | Escritor(es) | Productor(es)                                                       | Duración |  |
| 14.                                   | «I Wish» (Joel Corry con Mabel)       | Joel Corry Mcvey Aminata Kabba Emenike Harlee Jayne Sudworth Jess Glynne Lewis Thompson Neave Applebaum Paul Harris Poppy Baskcomb Robert Harvey | Joel Corry Lewis Thompson Neave Applebaum Cameron Gower Poole [ c ] | 3:02     |  |
| 15.                                   | «Deal or No Deal» (A1 x J1 con Mabel) | Mcvey Errol Bellot Jordan Reid Marlon Roudette Steve Marsden                                                                                     | Crumz K1ng Ralph [ b ] Poole [ c ]                                  | 3:01     |  |
| 42:33                                 |                                       | |                                                                     |          |  |

| About Last Night... – Edición de Apple Music |                                                   |                                                                     |                            |          |  |
| N.º                                          | Título                                            | Escritor(es)                                                        | Productor(es)              | Duración |  |
| 16.                                          | «Let Love Go (Acoustic)»                          | Mcvey Emenike Göransson Jean-Marie Keen Lewis Riley Sharpe Thompson | Ashton Miranda Poole [ c ] | 2:59     |  |
| 17.                                          | «Toxic (Acoustic)»                                | Cathy Dennis Christian Karlsson Henrik Jonback Pontus Winnberg      | Miranda Poole [ c ]        | 3:06     |  |
| 18.                                          | «Overthinking (Slow and Reverb)»                  | Mcvey Donald Eriksen Hermansen Jones                                | Poole Stargate             | 3:38     |  |
| 19.                                          | «Crying on the Dance Floor (Calm String Version)» | Mcvey Eriksen Hein Hermansen                                        | Miranda Poole [ c ]        | 3:39     |  |
| 55:55                                        |                                                   |                                                                     |                            |          |  |